# كورت فون شلايشر
كورت فون شلايشر (؛ (بالألمانية: Kurt von Schleicher) سياسي وقائد عسكري ألماني (7 أبريل 1882-30 يونيو 1934). تولى منصب المستشار في ألمانيا من 2 ديسمبر 1932 إلى 28 يناير 1933.
هو آخر مستشار لجمهورية فايمار، وبعد يومين من استقالته تولى أدولف هتلر منصب المستشار مٌدشناً بذلك بداية الرايخ الثالث (ألمانيا النازية).
انضم إلى الجيش الإمبراطوري الألماني عام 1900، وفي عام 1919 انضم إلى الرايخسفير (جيش جمهورية فايمار).
تولى منصب المستشار في نهاية عام 1932، وأمام القوة المتزايدة للحزب النازي، عرض تقديم المساعدة لزعيمه هتلر إن سمح له هتلر بالسيطرة على الرايخسفير، لكن هتلر رفض عرضه فاضطر للاستقالة.
قتله جماعة هتلر هو وزوجته في يوم 30 يونيو 1934 فيما يعرف بليلة السكاكين الطويلة، وهي مذبحة جماعية، قتل فيها إلى جانب شلايشر عدد من الذين ساعدوا هتلر إلى الوصول إلى السلطة وعلى رأسهم نازي يدعى إرنست روم.

## روابط خارجية
- كورت فون شلايشر على موقع IMDb (الإنجليزية)
- كورت فون شلايشر على موقع الموسوعة البريطانية (الإنجليزية)
- كورت فون شلايشر على موقع مونزينجر (الألمانية)
- كورت فون شلايشر على موقع إن إن دي بي (الإنجليزية)